# 2007년 두산 베어스 시즌
2007년 두산 베어스 시즌은 두산 베어스가 KBO 리그에 참가한 9번째 시즌으로, OB 베어스 시절까지 합하면 26번째 시즌이다. 김경문 감독이 팀을 이끈 4번째 시즌이며, 홍성흔이 주장을 맡았다. 팀은 8팀 중 정규시즌 2위에 오르며 포스트시즌에 진출했다. 이후 플레이오프에서 한화 이글스를 상대로 3승 무패로 스윕을 거두며 한국시리즈에 진출했으나 SK 와이번스를 상대로 2승 후 4연패를 기록하며 최종 준우승에 그쳤는데  힘있는 강속구를 앞세워 2006년까지  46승(22선발) 35패 ERA 4.09를 기록한 이혜천이  군 문제와 허리 디스크가 겹쳐 정규시즌에 단 한 차례도 출전하지 못하여 쓸만한 좌완투수 부재에 시달린 것이 가장 큰 이유였다.
한편, 리오스가 9월 15일 잠실 한화전 7이닝 2실점 선발승으로 2002년 키퍼의 외국인 단일시즌 최다 선발승(19선발승)과 타이 기록을 세웠고 9월 20일 수원 현대전 7이닝 2실점 선발승으로 외국인 단일시즌 최다 선발승(20선발승) 기록을 갱신했으며 22선발승으로 마감했는데 이 기록은 역대 단일시즌 외국인 최다 선발승 기록이자 단일시즌 선발 최다승 2위 -  역대 정규시즌 MVP 중 선발 최다승 기록으로 남아 있다.

## 코치
- 김광수, 김태형, 김광림, 윤석환, 한영준, 김민호, 박종훈

## 타이틀
- 아시아 야구 선수권 대회 2위: 김경문(감독), 김광수(코치), 고영민, 김동주, 이종욱, 민병헌
- 야구 월드컵 국가대표: 최훈재(코치), 유재웅
- KBO MVP: 리오스
- KBO 골든글러브: 리오스 (투수), 고영민 (2루수), 김동주 (3루수), 이종욱 (외야수)
- KBO 신인상: 임태훈
- KBO 골든포토상: 이종욱
- 일구상 신인상: 임태훈
- 제일화재 프로야구대상 프로코치상: 김광수
- 제일화재 프로야구대상 특별상: 리오스
- 스포츠서울 올해의 선수: 리오스
- 스포츠서울 올해의 신인: 임태훈
- 매직글러브: 고영민
- 플레이오프 MVP: 이종욱
- 올스타 선발: 김동주 (3루수)
- 올스타전 추천선수: 리오스, 랜들, 정재훈 (1980년), 고영민, 이종욱
- 프로야구 올드스타: 윤석환, 김민호, 박종훈
- 스포츠조선 선정 프로야구 역대 용병 베스트10: 리오스 (투수)
- OSEN 선정 방출 선수 라인업: 안상준 (유격수)
- 연봉으로 본 올스타: 김동주 (3루수)
- 컴투스프로야구 두산 베어스 베스트 라인업: 김동주 (3루수)
- 컴투스프로야구2022 타이틀홀더 라인업: 리오스 (선발투수)
- 컴투스프로야구 00년대 올스타: 리오스 (선발투수), 김동주 (3루수)
- 컴투스프로야구 2019 레전드 골글팀: 리오스 (구원투수)
- 컴투스프로야구 벤치클리어링 라인업: 안경현 (1루수), 김동주 (3루수)
- WAR: 리오스 (8.19)
- 출장(타자): 고영민 (126)
- 출장(야수): 고영민 (126)
- 선발 출전(야수): 고영민 (125)
- 수비이닝: 고영민 (1095.1)
- 득점: 고영민 (89)
- 3루타: 이종욱 (12)
- 사구: 고영민 (17)
- 출루율: 김동주 (0.457)
- 선발등판: 리오스 (33)
- 완투: 리오스 (6)
- 완봉: 리오스 (4)
- 다승: 리오스 (22)
- 선발승: 리오스 (22)
- 이닝: 리오스 (234.2)
- 상대한 타자 수: 리오스 (947)
- 평균자책점: 리오스 (2.07)
- 승률: 리오스 (0.815)
- 이닝 당 출루허용률: 리오스 (1.06)
- 퀄리티 스타트: 리오스 (26)
- 투구 수: 리오스 (3566)
- 피안타율: 리오스 (0.223)
- 땅볼 유도: 리오스 (302)
- 선발 GSC: 리오스 (7월 13일 SK전, 88)

### 퓨처스리그
- 퓨처스 올스타: 양의지, 이두환, 최주환, 박진원
- 완투: 이원희 (2)
- 완봉: 이원희 (1)
- 탈삼진: 이원희 (111)

## 선수단
- 선발투수 : 리오스, 랜들, 이원희, 구자운, 김명제
- 구원투수 : 임태훈, 이승학, 김승회, 금민철, 김태영, 원용묵, 노경은, 이경필, 정성훈, 정재훈 (1981년), 이혜천[6], 이원재, 김덕윤
- 마무리투수 : 정재훈 (1980년), 서동환, 김건국
- 포수 : 채상병, 허도환, 양의지, 김진수
- 1루수 : 안경현, 정원석
- 2루수 : 고영민, 최주환
- 유격수 : 이대수, 오재원, 나주환, 안상준
- 3루수 : 김동주, 김하람, 윤석민
- 좌익수 : 김현수
- 중견수 : 이종욱, 유재웅, 전상렬
- 우익수 : 윤재국, 민병헌, 김혜겸, 강동우
- 지명타자 : 최준석, 홍성흔, 이두환, 장원진

## 특이 사항
- 시즌 전 해외파 특별 드래프트에서 이승학을 지명했다.
- 리오스는 6월 16일 SK 와이번스와의 경기에서 KBO 리그 사상 최초의 1이닝 9구 3탈삼진을 기록했다.
- 두산 베어스는 6월 24일 잠실 KIA전에서 병살타 6개를 치며 역대 단일 경기 최다 병살타 기록을 세웠다.
- 최준석은 KBO 리그 사상 최연소 규정 타석 충족 지명타자가 되었다.
- 나주환은 이 시즌 KBO 리그 역대 단일 시즌 현대 유니콘스 상대 최다 출전(23) 타자가 되었다.
- 임태훈은 이 시즌 KBO 리그 역대 단일 시즌 현대 유니콘스 상대 최다 홀드(6) 기록을 세웠다.
- 리오스는 통산 21완투 7완봉으로 KBO 리그 역대 외국인 투수 통산 최다 완투, 완봉 기록을 세웠다.
- 리오스는 이 시즌 선발 투수로만 33번 등판해 234.2이닝을 소화하여 KBO 리그 역대 단일 시즌 선발로만 등판한 투수 중 최다 이닝 기록을 세웠다.
- 리오스는 이 시즌 6완투 4완봉 22승으로 KBO 리그 외국인 투수 최다 기록을 세웠다.
- 리오스는 이 시즌을 끝으로 KBO 리그를 떠나 2000년대 외국인 투수 통산 최고 WAR(33.65) 기록을 세웠다.
- 이혜천은 수술로 인해 정규 시즌에 한 경기도 등판하지 않았으나 한국시리즈 엔트리에 포함되어 한국시리즈에는 등판하는 진기록을 세웠다.
- 김현수는 이 시즌까지 병살타 12개를 쳐 KBO 리그 10대 타자 통산 최다 기록을 세웠다.
- 임태훈은 이 시즌까지 통산 구원 WAR 3.62, 20홀드로 KBO 리그 역대 10대 투수 최고, 최다 기록을 세웠다.
- 김현수는 이 시즌까지 포스트시즌 9경기에 출전하여 KBO 리그 역대 10대 타자 포스트시즌 최다 출전 기록을 세웠다.